# Піроцький Федір Аполлонович
Фе́дір Аполло́нович Піро́цький (нар. 17 лютого (1 березня) 1845, Сенча, Полтавська губернія, Російська імперія — пом. 28 лютого (12 березня) 1898, Олешки, Херсонська губернія, Російська імперія) — український інженер, винахідник першого у світі трамвая на електричній тязі.

## Життєпис
Федір Аполлонович Піроцький народився у колишньому сотенному містечку Сенча Лохвицького повіту Полтавської губернії у дворянській сім'ї військових лікарів козацького походження. Він походив зі шляхетьского роду Піроцьких.
Закінчив Костянтинівський кадетський корпус і Михайлівську військову артилерійську академію (1866 рік) і проходив артилерійську службу в Києві. Тут подружився з відомим ученим-електротехніком Павлом Яблочковим.
1871 рік — поїхав до Санкт-Петербурга, де працював у відділі технічних звітів і кошторисів Головного артилерійського управління. Проявив себе здібним винахідником (серед інших винаходів — новий тип доменних печей).
1874 рік — почав електротехнічні експерименти на «Волковському полі» в Санкт-Петербурзі. Розробив проєкт машини змінного струму й системи передавання електроенергії через залізний дріт, закріплений телеграфними ізоляторами на дерев'яних стовпах. Зворотним провідником була земля.
1875 рік — на ділянці Сестрорєцької залізниці запустив вагони на електричній тязі. Була електрифікована майже одна верста шляху. У його конструкції рейки були підключені до генератора Грема. Обидві вони були ізольовані від землі.
1880 рік — зробив спробу модернізувати міські двоповерхові трамваї на кінній тязі (конку), перевівши їх на електричну тягу. 3 вересня (22 серпня) електричний трамвай почав перевозити жителів Санкт-Петербурга ділянкою колії завдовжки 85 м, збудованої на території Рождественського вагонного парку. Цей експеримент тривав до 28 (16) вересня 1880 року. На заваді застосуванню електричного трамвая в Петербурзі стала протидія зацікавлених осіб. Підприємці, які вклали великі капітали в конку, що ще не окупилися, перешкодили практичному здійсненню проєкту Піроцького. Натомість на Заході протягом п'яти наступних років усі трамвайні лінії будували за схемою Піроцького.
Спираючись на публікації Піроцького, фірма Siemens & Halske ще 1879 року продемонструвала на берлінській виставці невеличкий «потяг» з окремим локомотивом і двома невеликими причіпними пасажирськими платформами. У той час Карл Генріх фон Сіменс працював у Росії й часто спілкувався з Піроцьким, зацікавившись його дослідами.
1881 рік — брати фон Сіменс відкрили в Берліні першу постійну електричну трамвайну лінію. У Російській імперії електричний трамвай почав регулярну роботу лише 1892 року. Це сталося в Києві заходами Аманда Струве та Василя Первенка (у Москві електричний трамвай запрацював 1899 року, а на вулицях Петербурга — 1907 року).

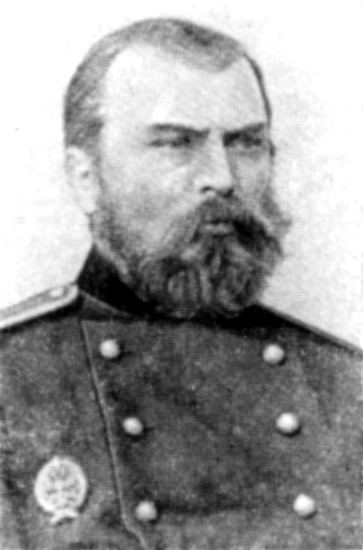
Федір Піроцький

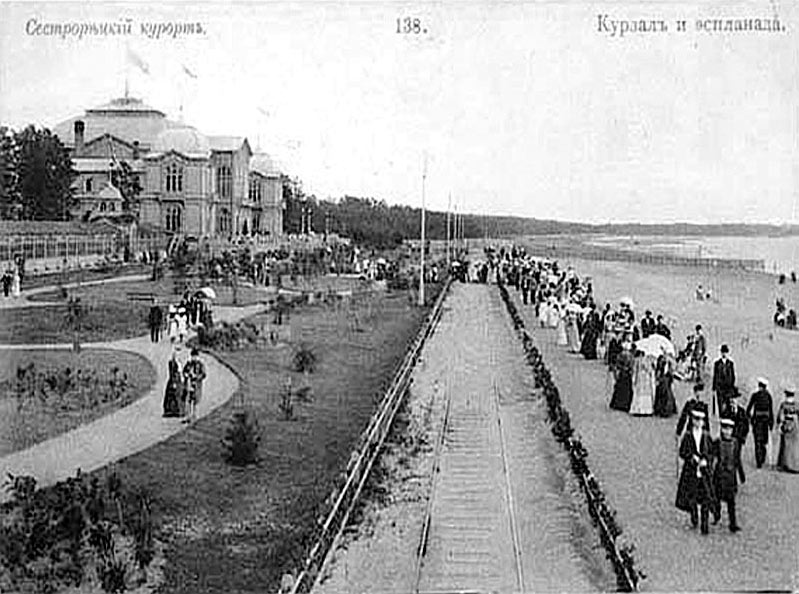
Міллерівська залізниця, де вперше протестований трамвай Піроцького

Тим часом Піроцький повернувся на службу артилерійським офіцером і невдовзі був переведений до Івангородської фортеці Варшавського військового округу. Як винахідник серед усього іншого він проклав перший підземний електричний кабель у Санкт-Петербурзі для передачі електроенергії від гарматного ливарного заводу до Артилерійської школи (1881 рік). Так само був автором проєкту централізованої підземної міської електромережі, запропонував нові конструкції металургійних, домашніх і пекарних печей. Зробив багато винаходів в інших галузях — будуванні гідроелектростанцій, електричному освітленні, зв'язку, артилерійській і ракетній техніці.
1888 рік — вийшов у відставку у званні полковника і виїхав в Україну до села Маслівка Олешківського повіту, де успадкував маєток від дядька. А втім, інші претенденти на маєток невдовзі відсудили його в Піроцького, скориставшись розбіжностями в написанні його прізвища в документах. Решту життя Піроцький провів у місті Олешки — за однією версією, у військовому пансіонаті, за іншою — у готелі «Афіни». Після смерті Піроцького, щоб оплатити похорон, довелося продати його особисте майно.

## Пам'ять
19 травня 2023 року Полтавська міська рада перейменувала вулицю Чкалова на вулицю Федора Піроцького.